# Lockenhaus
Lockenhaus is een gemeente in de Oostenrijkse deelstaat Burgenland, gelegen in het district Oberpullendorf (OP). De gemeente heeft ongeveer 2000 inwoners.

## Geografie
Lockenhaus heeft een oppervlakte van 58,9 km². Het ligt in het uiterste oosten van het land.
Kadastrale gemeenten zijn Glashütten bei Langeck im Burgenland, Hammerteich, Hochstraß, Langeck im Burgenland, Langeck-Eichwald en Lockenhaus.

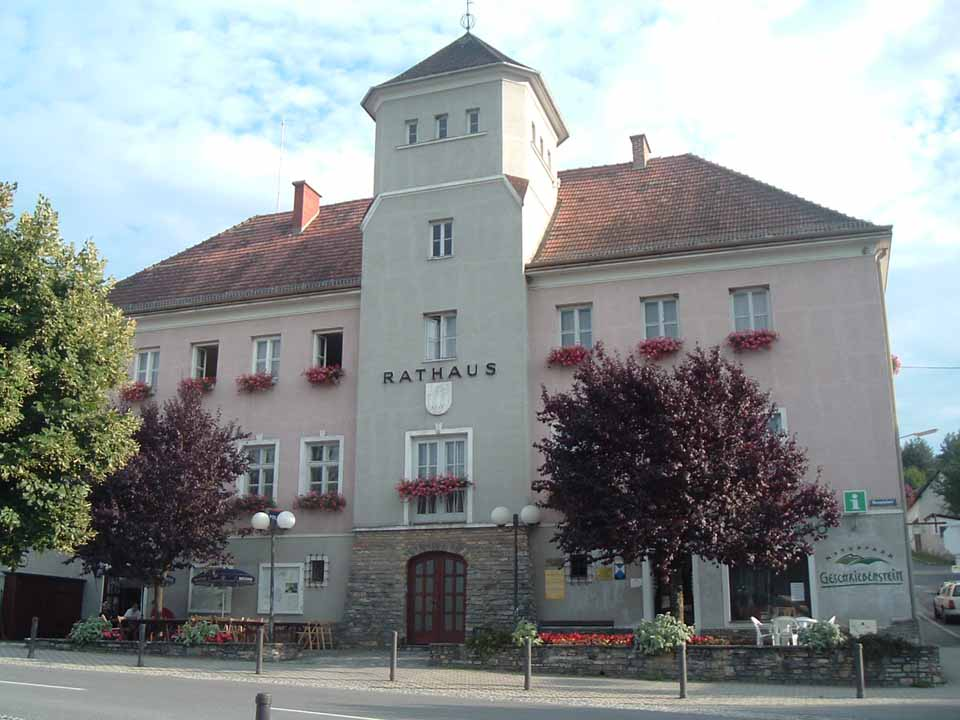
Gemeentehuis Lockenhaus
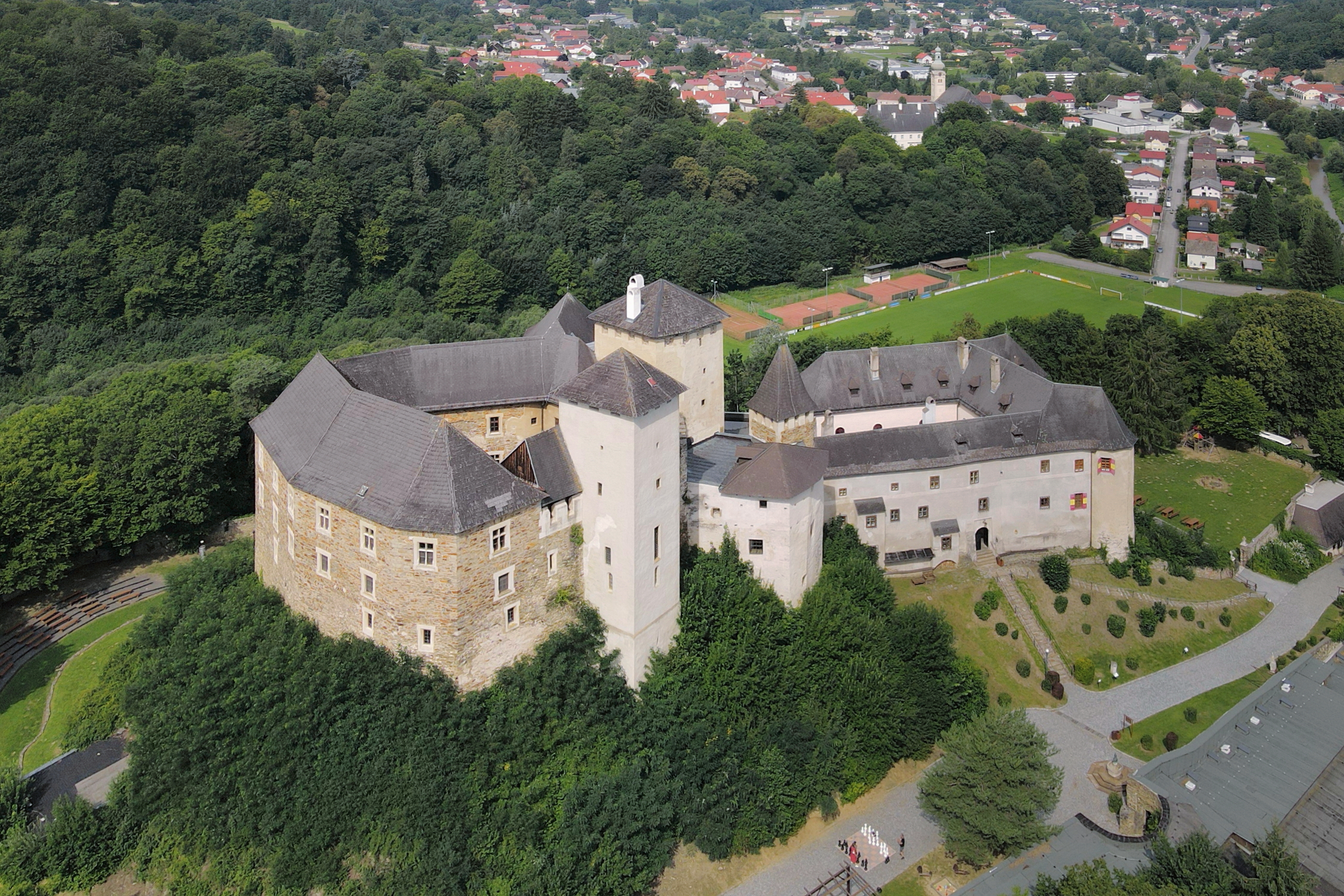
Kasteel van Lockenhaus

Deutschkreutz · Draßmarkt · Frankenau-Unterpullendorf · Großwarasdorf · Horitschon · Kaisersdorf · Kobersdorf · Lackenbach · Lackendorf · Lockenhaus · Lutzmannsburg · Mannersdorf an der Rabnitz · Markt Sankt Martin · Neckenmarkt · Neutal · Nikitsch · Oberloisdorf · Oberpullendorf · Pilgersdorf · Piringsdorf · Raiding · Ritzing · Steinberg-Dörfl · Stoob · Unterfrauenhaid · Unterrabnitz-Schwendgraben · Weingraben · Weppersdorf
- Gemeinsame Normdatei: 4036116-0
- Library of Congress Control Number: nr2001047405
- MusicBrainz: eec38498-bf5d-4adf-ba35-31f0141448a0
- Nationale Bibliotheek van Tsjechië: ge760253
- Nationale Bibliotheek van Israël: 987007499059405171
- Virtual International Authority File: 136658962